# Präsidentschaftswahl in Polen 1922 (9. Dezember)
Die erste Präsidentschaftswahl in Polen fand am 9. Dezember 1922 in Warschau statt. Die Nationalversammlung wählte Gabriel Narutowicz zum ersten Präsidenten der Republik Polen.

## Hintergrund
Die am 17. März 1921 verabschiedete „Märzverfassung“ bestimmte die Einführung des Staatspräsidentenamtes, das hauptsächlich über repräsentative Befugnisse verfügte. Damit beabsichtigten die konservativen Parteien und Politiker, die Kompetenzen des Staatsoberhaupts zu beschneiden, da sie damit rechneten, dass der über große Autorität verfügende Józef Piłsudski bei einer Präsidentschaftswahl für seine Kandidatur die erforderliche Mehrheit zusammenbringen würde.
Nachdem die Parlamentswahlen am 5. und 12. November 1922, nach der Stabilisierung der internationalen Lage stattgefunden hatten, wurde der Samstag, der 9. Dezember 1922 als das Datum des Zusammentreffens der Nationalversammlung, festgelegt. Diese setzte sich aus den Abgeordneten des Sejm und der Senatoren zusammen. Überraschend gab am 4. Dezember Józef Piłsudski bekannt, dass er nicht an der Wahl teilnehmen werde. Somit wurden die Parlamentsfraktionen gezwungen, binnen weniger Tage aussichtsreiche Kandidaten zu bestimmen.

## Die Wahl

### Kandidaten

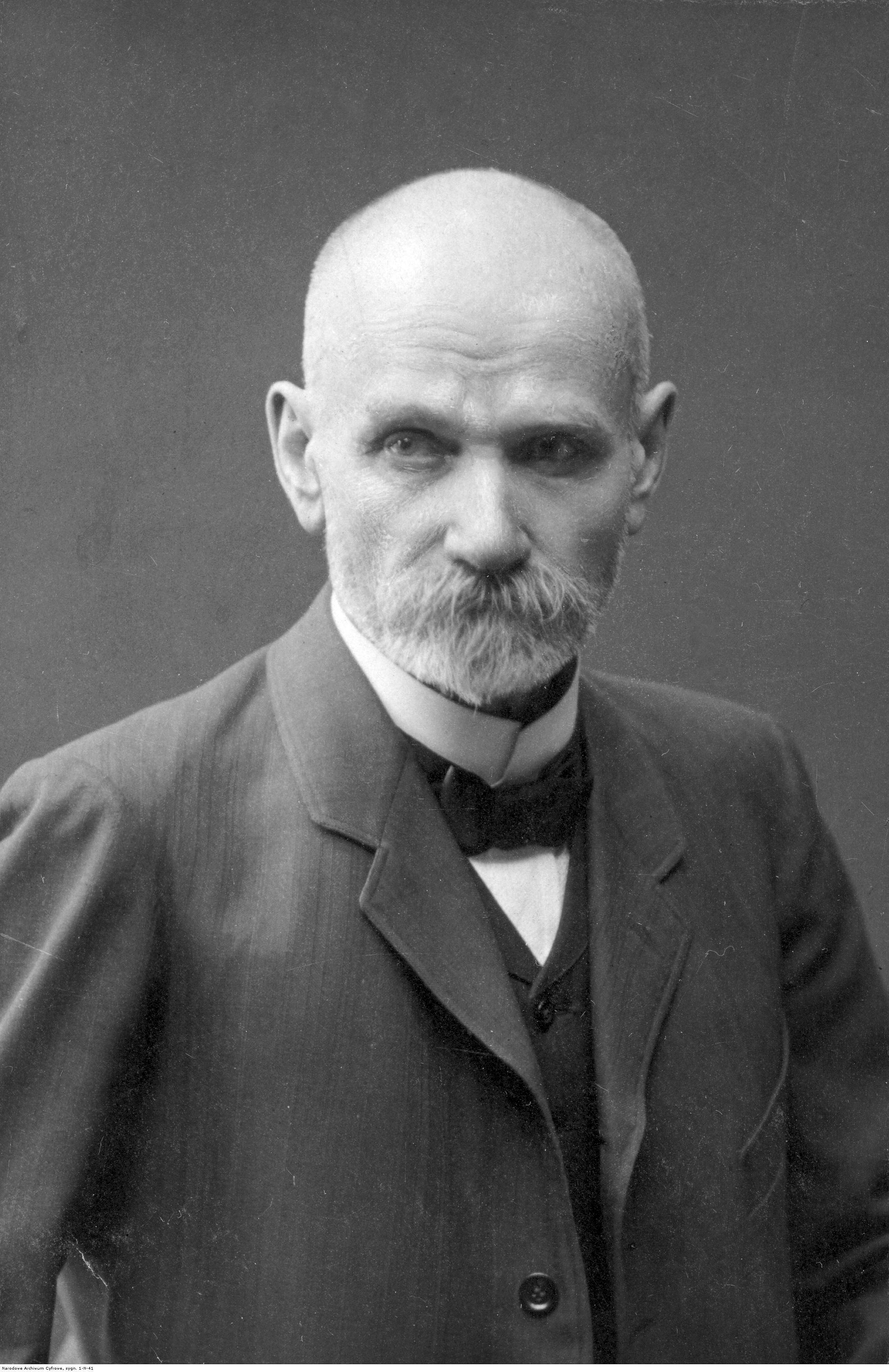
Jan Baudouin de Courtenay
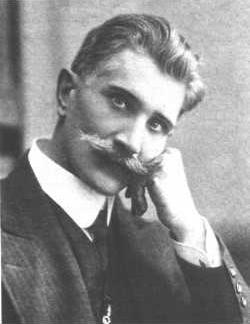
Ignacy Daszyński
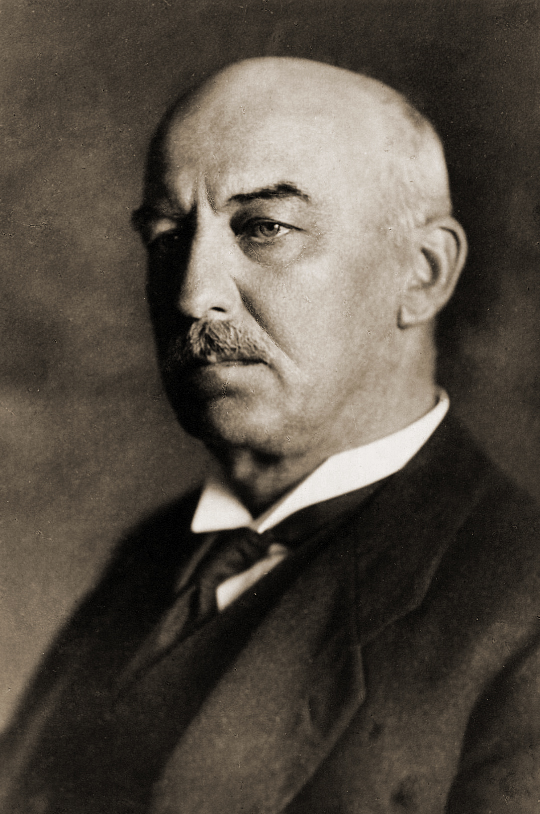
Gabriel Narutowicz
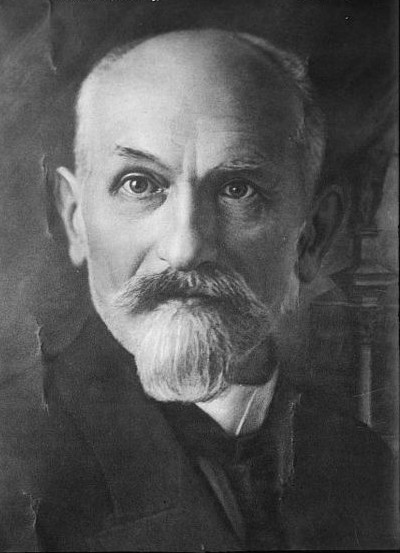
Stanisław Wojciechowski
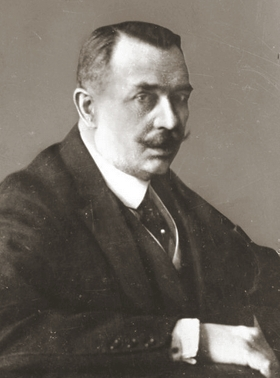
Maurycy Zamoyski

Folgende Kandidaten wurden durch die Fraktionen in der Nationalversammlung zur Wahl vorgeschlagen:
- Jan Baudouin de Courtenay – Sprachwissenschaftler, Professor der Universität Warschau, vormaliger Professor der Universität Petersburg und Universität Krakau, vorgeschlagen durch die Abgeordneten der nationalen Minderheiten
- Ignacy Daszyński – Privatlehrer, Berufspolitiker, amtierender stellvertretender Sejmmarschall, vormaliger Abgeordneter zum österreichischen Reichsrat (1897–1918), 1918 Ministerpräsident einer provisorischen Regierung Polens und 1920–1921 stellvertretender Ministerpräsident, Sozialist (Polnische Sozialistische Partei)
- Gabriel Narutowicz – Wasserbauingenieur, amtierender Außenminister, vormaliger Professor der ETH Zürich, vormaliger Minister für öffentliche Arbeiten (1920–1922), vorgeschlagen durch die gemäßigt linke Bauernpartei „Befreiung“
- Stanisław Wojciechowski – Drucksetzer, Genossenschaftler, Mitgründer und bis 1905 Mitglied der Polnischen Sozialistischen Partei, vormaliger Innenminister (1919–1920), vorgeschlagen durch die zentrische bis gemäßigt rechte Bauernpartei „Piast“
- Maurycy Zamoyski – Großländereibesitzer, vormaliger russischer Graf, Botschafter in Paris, vorgeschlagen durch die Vereinigung der nationalistischen und christlich-demokratischen Parteien

### Die Abstimmungen
Unter dem Vorsitz des Sejmmarschalls Maciej Rataj begann die Nationalversammlung am frühen Nachmittag ihre erste Sitzung. Gewählt wurde in einer geheimen Wahl, durch Wahlzetteleinwurf.
| Wahlgang                                                                          | Kandidat                  | Stimmenzahl | %       | Partei                 |
| --------------------------------------------------------------------------------- | ------------------------- | ----------- | ------- | ---------------------- |
| 1. Wahlgang, 14:10 Uhr                                                            | Jan Baudouin de Courtenay | 103         | 19,04 % | Nationale Minderheiten |
| 1. Wahlgang, 14:10 Uhr                                                            | Ignacy Daszyński          | 49          | 9,06 %  | PPS                    |
| 1. Wahlgang, 14:10 Uhr                                                            | Gabriel Narutowicz        | 62          | 11,46 % | PSL „Befreiung“        |
| 1. Wahlgang, 14:10 Uhr                                                            | Stanisław Wojciechowski   | 105         | 19,41 % | PSL „Piast“            |
| 1. Wahlgang, 14:10 Uhr                                                            | Maurycy Zamoyski          | 222         | 41,04 % | ChZJN                  |
| 2. Wahlgang, 15:30 Uhr                                                            | Jan Baudouin de Courtenay | 10          | 1,84 %  | Nationale Minderheiten |
| 2. Wahlgang, 15:30 Uhr                                                            | Ignacy Daszyński          | 1           | 0,18 %  | PPS                    |
| 2. Wahlgang, 15:30 Uhr                                                            | Gabriel Narutowicz        | 151         | 27,81 % | PSL „Befreiung“        |
| 2. Wahlgang, 15:30 Uhr                                                            | Stanisław Wojciechowski   | 153         | 28,18 % | PSL „Piast“            |
| 2. Wahlgang, 15:30 Uhr                                                            | Maurycy Zamoyski          | 228         | 41,99 % | ChZJN                  |
| 2. Wahlgang, 15:30 Uhr                                                            | Ungültige Stimmen         | 4           |         |                        |
| 3. Wahlgang, 16:50 Uhr                                                            | Jan Baudouin de Courtenay | 5           | 0,92 %  | Nationale Minderheiten |
| 3. Wahlgang, 16:50 Uhr                                                            | Gabriel Narutowicz        | 158         | 29,21 % | PSL „Befreiung“        |
| 3. Wahlgang, 16:50 Uhr                                                            | Stanisław Wojciechowski   | 150         | 27,73 % | PSL „Piast“            |
| 3. Wahlgang, 16:50 Uhr                                                            | Maurycy Zamoyski          | 228         | 42,14 % | ChZJN                  |
| 4. Wahlgang, 17:45 Uhr                                                            | Gabriel Narutowicz        | 171         | 31,67 % | PSL „Befreiung“        |
| 4. Wahlgang, 17:45 Uhr                                                            | Stanisław Wojciechowski   | 145         | 26,85 % | PSL „Piast“            |
| 4. Wahlgang, 17:45 Uhr                                                            | Maurycy Zamoyski          | 224         | 41,48 % | ChZJN                  |
| 5. Wahlgang, 19:15 Uhr                                                            | Gabriel Narutowicz        | 289         | 56,01 % | PSL „Befreiung“        |
| 5. Wahlgang, 19:15 Uhr                                                            | Maurycy Zamoyski          | 227         | 43,9 %  | ChZJN                  |
| 5. Wahlgang, 19:15 Uhr                                                            | Ungültige Stimmen         | 25          |         |                        |
| Damit wurde Gabriel Narutowicz zum ersten Präsidenten der Republik Polen gewählt. |                           |             |         |                        |

Gefragt durch den Vorsitzenden Rataj bejahte Narutowicz die Frage, ob er die Wahl annehme. Aufgrund der späten Tageszeit wurde die Nationalversammlung für die Vereidigung auf den folgenden Montag, den 11. Dezember vertagt.

## Nach der Wahl
Die rechten Kräfte wurden durch die Wahl Narutowiczs überrascht, da die Abgeordneten der als Koalitionspartner erwünschten Polnischen Bauernpartei „Piast“ offensichtlich den Kandidaten der verfeindeten Bauernpartei „Befreiung“ unterstützt hatten. Noch am Abend des 9. Dezembers fing mit Straßenmärschen und -ausschreitungen eine Protestaktion der Rechten an. Unterstützung fand sie in einer Hetzkampagne der nationalistischen Presse, in der der auch mit den Stimmen der nationalen Minderheiten gewählte Präsident unter anderem als „jüdischer Bastard“ beschimpft wurde.
Am 11. Dezember versuchten die Demonstranten die Ankunft Narutowiczs zur zweiten Sitzung der Nationalversammlung zu verhindern, was jedoch nicht gelang, obgleich der Präsident-Elekt mit Schneebällen beworfen wurde und es versucht wurde, ihn mit Stöcken zu schlagen. Narutowicz, den die Rechten des Atheismus bezichtigten, hat einen christlich bekräftigten Amtseid abgelegt. Drei Tage darauf, am 14. Dezember, hat er im Schloss Belvedere die Befugnisse des Staatsoberhaupts feierlich vom ausscheidenden Staatschef Józef Piłsudski übernommen.
Die nächste Wahl des Staatspräsidenten musste bereits elf Tage nach der ersten Wahl, am 20. Dezember 1922 stattfinden, da Narutowicz nach einem Schusswaffenattentat des fanatischen Nationalisten Eligiusz Niewiadomski am 16. Dezember seinen Verletzungen erlag.